# Octobre 1930

## Événements
- Tentatives de coup d’État fasciste en Finlande (fin en février 1932). Interdiction du Parti communiste de Finlande.

- 5 octobre : 
  - Grand Prix de Saint Sebastian.
  - Le dirigeable britannique « R. 101 » quitte Londres le 4 octobre pour rejoindre les Indes. Après une traversée de la Manche sans histoire, le dirigeable explose à Allonne, près de Beauvais (France). Quatre des 54 personnes présentes à bord sont miraculeusement rescapées, dont l'ingénieur H.J. Leach.

- 9 octobre, France : inauguration du pont Albert-Louppe par le président de la République française Gaston Doumergue.

- 21 octobre : les conclusions de la commission Shaw sont reprises dans le Livre Blanc de 1930. Les sionistes doivent faire des concessions sur la question de l’immigration et sur l’acquisition de terres. En retour les Arabes doivent accepter la présence juive en Palestine et coopérer avec celle-ci.

- 24 octobre : au Brésil, Getúlio Vargas prend le pouvoir grâce à un coup d'État, et forme un gouvernement provisoire qui suspend la Constitution.
  - Júlio Prestes, choisit comme successeur par Washington Luis, gagne la présidentielle contre Getúlio Vargas désigné par les mécontents du régime (son programme proposait l’amnistie pour les révolutionnaires de 1922 et 1926, de nouvelles lois électorales, une législation sociale, la réorganisation de la justice et de l’éducation et un développement économique accéléré). Le congrès refuse alors aux députés de l’opposition le droit de siéger, et le 25 juillet, João Pessoa, second de Getúlio Vargas, est assassiné. Les partisans de Vargas prennent les armes : Recife, Salvador et São Paulo sont prises, les États de Rio de Janeiro et d’Espírito Santo sont envahis. Les « lieutenants » appuient les rebelles. Les généraux, jugeant la situation perdue pour le président prennent le pouvoir le 24 octobre et créent une junte de trois officiers pour assurer l’intérim. Vargas, reçu triomphalement à São Paulo atteint Rio le 31 octobre.

- 25 octobre : les compagnies aériennes Transcontinental et Western Air Inc. inaugurent les premières lignes régulières coast-to-coast (Atlantique-Pacifique).

- 27 octobre au 3 novembre : un équipage français relie Paris et Addis-Abeba sur un « Farman 190 » en 6 jours et 4 heures.

## Naissances
- 1er octobre : 
  - Philippe Noiret, acteur français († 23 novembre 2006).
  - Richard Harris, acteur, chanteur, compositeur et réalisateur irlandais († 25 octobre 2002).
- 2 octobre : 
  - Ivy Dumont, femme politique, gouverneur général des Bahamas.
  - Dave Barrett, premier ministre de la Colombie-Britannique († 2 février 2018).
- 4 octobre : Bernard Hugo, homme politique français († 19 mars 2021).
- 5 octobre :
  - Pavel Popovitch, cosmonaute Union des républiques socialistes soviétiques († 30 septembre 2009).
  - Litri (Miguel Báez Espuny), matador espagnol.
- 7 octobre : Bernard Collomb,  pilote automobile français, ayant disputé 28 Grand Prix de Formule 1 dont 24 hors championnat († 19 septembre 2011).
- 8 octobre :
  - Tōru Takemitsu, compositeur japonais.
  - Pepper Adams, saxophoniste de jazz américain († 10 novembre 1986).
  - Marcel Guilloux, chanteur breton († 11 juin 2024).
- 9 octobre : Lucien Daloz, évêque catholique français, archevêque émérite de Besançon.
- 10 octobre : Kim Winona, actrice américaine († 23 juin 1978).
- 14 octobre : Mobutu Sese Seko, président de la République démocratique du Congo (Zaïre) de 1965 à 1997 († 7 septembre 1997).
- 15 octobre : 
  - Christian Wiyghan Tumi, cardinal camerounais, archevêque de Douala († 3 avril 2021).
  - Philippe Leroy, acteur français († 1er juin 2024).
- 18 octobre : Hubert Coppenrath, évêque catholique français, archevêque de Papeete de 1999 à 2011 († 31 juillet 2022).
- 19 octobre : Henri Tibi, auteur-compositeur-interprète franco-tunisien († 14 mai 2013).
- 21 octobre : Alfred De Bruyne, coureur cycliste belge († 4 février 1994).
- 22 octobre : Donald H. Peterson, astronaute américain († 27 mai 2018).
- 23 octobre : Boozoo Chavis, musicien zydeco américain († 2001).
- 24 octobre : Johan Galtung, sociologue norvégien († 17 février 2024).
- 29 octobre : 
  - Niki de Saint Phalle, artiste française († 2002).
  - André Bernier, homme politique fédéral canadien provenant du Québec.
  - Bernie Ecclestone, ancien directeur d'une écurie de F1, devenu le grand organisateur de la Formule 1.
- 30 octobre : Timothy Findley, écrivain canadien anglophone.
- 31 octobre : Michael Collins, astronaute américain, membre d'Apollo 11 († 28 avril 2021).

## Décès
- 2 octobre : Gordon Stewart Northcott, tueur en série américain (né en 1908).
- 9 octobre : Louis Béroud, peintre français (° 1852)
- 10 octobre : Adolf Engler, botaniste allemand (° 1844, 86 ans).
- 23 octobre : Pierre Termier, géologue français (° 1859).